# Eredivisie 2005/06
Die Eredivisie 2005/06 war die 50. Spielzeit der höchsten niederländischen Fußballliga. Sie begann am 12. August 2005 mit dem Spiel AZ Alkmaar – Sparta Rotterdam und endete am 16. April 2006.
Meister wurde zum 19. Mal PSV Eindhoven. Absteigen musste RBC Roosendaal.

## Modus
Die 18 Mannschaften spielten an insgesamt 34 Spieltagen aufgeteilt in einer Hin- und einer Rückrunde jeweils zwei Mal gegeneinander. Der Meister war direkt für die Gruppenphase der UEFA Champions League qualifiziert. Die vier Teams auf den Plätzen zwei bis fünf ermittelten in Play-offs den zweiten Champions-League-Teilnehmer. Die drei unterlegenen Vereine spielen im UEFA-Pokal. Der vierte Teilnehmer wurde zwischen den Mannschaften ermittelt, die die Liga mit Platz sechs bis neun beendeten. Die Teams auf den Plätzen zehn bis dreizehn sowie der FC Twente Enschede als unterlegener Finalist der UEFA-Pokal-Playoffs spielten einen UI-Cup-Teilnehmer aus.
Der Tabellenletzte stieg direkt ab, der Vorletzte und Drittletzte musste in die Relegation. Bei Punktgleichheit entschied die Tordifferenz über die Platzierung.

## Abschlusstabelle
| Pl. | Verein               | Sp. | S  | U | N  | Tore    | Diff. | Punkte |
| --- | -------------------- | --- | -- | - | -- | ------- | ----- | ------ |
| 1.  | PSV Eindhoven (M, P) | 34  | 26 | 6 | 2  | 071:230 | +48   | 84     |
| 2.  | AZ Alkmaar           | 34  | 23 | 5 | 6  | 078:320 | +46   | 74     |
| 3.  | Feyenoord Rotterdam  | 34  | 21 | 8 | 5  | 079:340 | +45   | 71     |
| 4.  | Ajax Amsterdam       | 34  | 18 | 6 | 10 | 066:410 | +25   | 60     |
| 5.  | FC Groningen         | 34  | 16 | 8 | 10 | 046:430 | +3    | 56     |
| 6.  | FC Utrecht           | 34  | 16 | 7 | 11 | 048:440 | +4    | 55     |
| 7.  | SC Heerenveen        | 34  | 14 | 8 | 12 | 063:580 | +5    | 50     |
| 8.  | Roda JC Kerkrade     | 34  | 15 | 5 | 14 | 057:540 | +3    | 50     |
| 9.  | FC Twente Enschede   | 34  | 13 | 8 | 13 | 044:360 | +8    | 47     |
| 10. | NEC Nijmegen         | 34  | 13 | 8 | 13 | 043:430 | ±0    | 47     |
| 11. | Vitesse Arnheim      | 34  | 13 | 5 | 16 | 052:540 | −2    | 44     |
| 12. | RKC Waalwijk         | 34  | 11 | 6 | 17 | 048:580 | −10   | 39     |
| 13. | Heracles Almelo (N)  | 34  | 11 | 6 | 17 | 035:580 | −23   | 39     |
| 14. | Sparta Rotterdam (N) | 34  | 10 | 7 | 17 | 034:500 | −16   | 37     |
| 15. | ADO Den Haag         | 34  | 10 | 5 | 19 | 036:620 | −26   | 35     |
| 16. | NAC Breda            | 34  | 8  | 9 | 17 | 045:660 | −21   | 33     |
| 17. | Willem II Tilburg    | 34  | 7  | 7 | 20 | 045:660 | −21   | 28     |
| 18. | RBC Roosendaal       | 34  | 1  | 6 | 27 | 022:900 | −68   | 09     |

Platzierungskriterien: 1. Punkte – 2. Tordifferenz – 3. geschossene Tore

| (M) | amtierender Meister     |
| (P) | amtierender Pokalsieger |
| (N) | Neuaufsteiger           |

## Kreuztabelle
| 2005/2006           | ADO | AJX | AZ Alkmaar | Feyenoord Rotterdam | FC Groningen | SC Heerenveen | Heracles Almelo | NAC Breda | NEC Nijmegen |     | RBC Roosendaal | RKC Waalwijk | Roda JC Kerkrade | SPA | FC Twente Enschede | FC Utrecht | Vitesse Arnheim | Willem II Tilburg |
| ------------------- | --- | --- | ---------- | ------------------- | ------------ | ------------- | --------------- | --------- | ------------ | --- | -------------- | ------------ | ---------------- | --- | ------------------ | ---------- | --------------- | ----------------- |
| ADO Den Haag        |     | 1:2 | 0:2        | 2:1                 | 2:1          | 1:0           | 0:0             | 0:3       | 0:1          | 0:2 | 3:0            | 2:1          | 1:1              | 0:2 | 0:0                | 2:3        | 2:0             | 1:1               |
| Ajax Amsterdam      | 2:2 |     | 1:0        | 1:2                 | 3:2          | 0:0           | 0:0             | 3:2       | 1:1          | 0:0 | 6:0            | 4:1          | 4:1              | 6:0 | 2:0                | 1:4        | 2:1             | 1:0               |
| AZ Alkmaar          | 3:1 | 4:2 |            | 1:0                 | 1:1          | 2:1           | 2:2             | 3:2       | 3:2          | 1:2 | 7:0            | 3:0          | 2:0              | 3:0 | 0:0                | 2:3        | 1:0             | 5:1               |
| Feyenoord Rotterdam | 0:2 | 3:2 | 2:0        |                     | 4:1          | 5:1           | 7:1             | 2:0       | 3:0          | 1:0 | 2:0            | 1:1          | 0:0              | 4:0 | 4:2                | 3:0        | 0:0             | 6:1               |
| FC Groningen        | 3:1 | 3:2 | 0:0        | 1:1                 |              | 2:0           | 0:0             | 3:2       | 3:0          | 1:0 | 1:0            | 1:0          | 1:0              | 0:1 | 1:0                | 2:1        | 2:1             | 2:0               |
| SC Heerenveen       | 3:0 | 4:2 | 2:4        | 1:1                 | 4:0          |               | 1:0             | 2:1       | 2:1          | 2:3 | 2:0            | 2:1          | 5:4              | 0:0 | 3:1                | 1:1        | 4:1             | 3:3               |
| Heracles Almelo     | 1:3 | 1:3 | 0:2        | 0:4                 | 2:1          | 1:1           |                 | 4:2       | 0:2          | 1:1 | 0:2            | 1:1          | 0:1              | 1:0 | 0:4                | 1:1        | 3:1             | 1:0               |
| NAC Breda           | 4:1 | 0:2 | 2:1        | 3:3                 | 2:2          | 0:3           | 2:1             |           | 2:1          | 2:6 | 2:1            | 1:2          | 0:4              | 0:0 | 1:1                | 0:1        | 2:2             | 1:0               |
| NEC Nijmegen        | 5:0 | 1:0 | 0:2        | 1:2                 | 2:2          | 4:1           | 2:0             | 1:1       |              | 0:2 | 3:1            | 1:3          | 0:3              | 0:0 | 0:3                | 0:0        | 1:0             | 2:0               |
| PSV Eindhoven       | 3:0 | 1:0 | 3:0        | 1:1                 | 1:1          | 4:1           | 1:0             | 3:0       | 1:0          |     | 2:0            | 2:0          | 3:2              | 3:0 | 1:1                | 1:0        | 2:1             | 4:1               |
| RBC Roosendaal      | 1:2 | 0:2 | 0:5        | 2:2                 | 1:2          | 0:2           | 1:2             | 1:2       | 2:0          | 1:2 |                | 1:1          | 0:2              | 1:1 | 1:1                | 1:2        | 0:3             | 1:1               |
| RKC Waalwijk        | 3:0 | 2:4 | 0:1        | 2:1                 | 2:1          | 2:2           | 0:2             | 4:1       | 1:3          | 4:4 | 1:1            |              | 2:0              | 3:2 | 2:3                | 2:3        | 0:1             | 1:0               |
| Roda JC Kerkrade    | 3:1 | 2:1 | 1:4        | 2:3                 | 1:3          | 2:1           | 2:1             | 3:3       | 0:1          | 0:3 | 5:1            | 1:0          |                  | 1:1 | 2:0                | 2:1        | 3:2             | 0:2               |
| Sparta Rotterdam    | 2:3 | 1:2 | 0:1        | 1:3                 | 1:0          | 1:2           | 2:0             | 1:0       | 1:3          | 0:1 | 5:0            | 3:2          | 2:3              |     | 1:0                | 0:1        | 1:0             | 3:2               |
| FC Twente Enschede  | 2:0 | 2:3 | 1:3        | 1:3                 | 1:1          | 1:2           | 2:0             | 1:0       | 0:1          | 0:1 | 4:1            | 2:0          | 1:0              | 1:0 |                    | 3:0        | 0:1             | 3:1               |
| FC Utrecht          | 1:1 | 1:0 | 1:2        | 3:1                 | 0:2          | 2:0           | 1:0             | 2:2       | 1:1          | 1:2 | 4:1            | 3:1          | 2:1              | 1:1 | 1:3                |            | 1:1             | 1:4               |
| Vitesse Arnheim     | 3:1 | 0:2 | 0:5        | 0:1                 | 2:0          | 2:2           | 0:1             | 2:1       | 1:1          | 1:3 | 5:1            | 4:2          | 1:3              | 3:1 | 1:2                | 1:0        |                 | 2:1               |
| Willem II Tilburg   | 1:0 | 0:2 | 1:3        | 1:3                 | 5:0          | 4:3           | 1:2             | 2:0       | 2:2          | 0:3 | 3:1            | 1:2          | 2:2              | 0:0 | 0:0                | 0:1        | 3:4             |                   |

## Play-offs

### UEFA Champions League
Teilnehmer: Die Mannschaften auf Platz 2 bis 5

#### 1. Runde
|                | Gesamt |                     | Hinspiel | Rückspiel |
| -------------- | ------ | ------------------- | -------- | --------- |
| FC Groningen   | 4:3    | AZ Alkmaar          | 3:1      | 1:2       |
| Ajax Amsterdam | 7:2    | Feyenoord Rotterdam | 3:0      | 4:2       |

#### 2. Runde
|                | Gesamt |              | Hinspiel | Rückspiel |
| -------------- | ------ | ------------ | -------- | --------- |
| Ajax Amsterdam | 3:2    | FC Groningen | 2:0      | 1:2       |

Damit qualifizierte sich Ajax Amsterdam für die dritte Qualifikationsrunde zur UEFA Champions League 2006/07. AZ Alkmaar, Feyenoord Rotterdam und FC Groningen nahmen am UEFA-Pokal 2006/07 teil.

### UEFA-Pokal
Teilnehmer: Die Mannschaften auf Platz 6 bis 9

#### 1. Runde
|                    | Gesamt |               | Hinspiel | Rückspiel |
| ------------------ | ------ | ------------- | -------- | --------- |
| FC Twente Enschede | 5:1    | FC Utrecht    | 2:0      | 3:1       |
| Roda JC Kerkrade   | 0:1    | SC Heerenveen | 0:0      | 0:1       |

#### 2. Runde
|                    | Gesamt |               | Hinspiel | Rückspiel |
| ------------------ | ------ | ------------- | -------- | --------- |
| FC Twente Enschede | 5:1    | SC Heerenveen | 0:1      | 0:5       |

Damit war SC Heerenveen für den UEFA-Pokal 2006/07 qualifiziert.

### Intertoto Cup
Teilnehmer: Die Mannschaften auf Platz 10 bis 13

#### 1. Runde
|                 | Gesamt |                 | Hinspiel | Rückspiel |
| --------------- | ------ | --------------- | -------- | --------- |
| Heracles Almelo | 3:4    | NEC Nijmegen    | 0:2      | 3:2       |
| RKC Waalwijk    | 4:6    | Vitesse Arnheim | 4:4      | 0:2       |

#### 2. Runde
|                 | Gesamt |              | Hinspiel | Rückspiel |
| --------------- | ------ | ------------ | -------- | --------- |
| Vitesse Arnheim | 2:1    | NEC Nijmegen | 0:0      | 2:1       |

#### 3. Runde
In dieser Runde traf der Sieger der 2. Runde auf den unterlegenen Finalisten der UEFA-Pokal-Playoffs.
|                 | Gesamt |                    | Hinspiel | Rückspiel |
| --------------- | ------ | ------------------ | -------- | --------- |
| Vitesse Arnheim | 1:3    | FC Twente Enschede | 1:1      | 0:2       |

Damit war der FC Twente Enschede für den UEFA Intertoto Cup 2006 qualifiziert.

### Relegation
Der 16. und 17. der Eredivisie spielten mit den acht Teams aus der Eersten Divisie, die die Plätze zwei bis fünf, acht und zehn bis zwölf belegten in drei Runden um zwei Startplätze für die folgende Spielzeit in der Eredivisie. Anders als in den Jahren zuvor wurde die Relegation nicht mehr im Ligamodus, sondern im K.o.-System ausgetragen.

#### 1. Runde
Teilnehmer: Platz 8 und 10 bis 12 der Eersten Divisie
|           | Gesamt |                 | Hinspiel | Rückspiel |
| --------- | ------ | --------------- | -------- | --------- |
| FC Zwolle | 4:2    | HFC Haarlem     | 1:1      | 3:1       |
| TOP Oss   | 5:0    | AGOVV Apeldoorn | 3:0      | 2:0       |

#### 2. Runde
Teilnehmer: Die Sieger der 1. Runde, Platz 2 bis 5 der Eersten Divisie und Platz 16 und 17 der Eredivisie.
|                  | Gesamt |                   | Hinspiel | Rückspiel | Spiel 3 |
| ---------------- | ------ | ----------------- | -------- | --------- | ------- |
| TOP Oss          | 2:5    | NAC Breda         | 0:0      | 2:2       | 1:3     |
| BV De Graafschap | 4:1    | VVV-Venlo         | 1:1      | 4:2       | -       |
| Helmond Sport    | 3:6    | FC Volendam       | 0:1      | 3:2       | 1:2     |
| FC Zwolle        | 0:6    | Willem II Tilburg | 2:4      | 2:6       | -       |

#### 3. Runde
|                  | Gesamt |                   | Hinspiel | Rückspiel |
| ---------------- | ------ | ----------------- | -------- | --------- |
| BV De Graafschap | 0:6    | Willem II Tilburg | 0:1      | 1:2       |
| FC Volendam      | 1:4    | NAC Breda         | 1:2      | 0:0       |

Damit spielten NAC Breda und Willem II Tilburg weiterhin in der Eredivisie

## Die Meistermannschaft des PSV Eindhoven
(In den Klammern hinter den Spielernamen werden die Anzahl der Einsätze und Tore der Meistersaison angegeben)
| 1. | PSV Eindhoven |
| -- | --- |
|    | - Tor: Heurelho Gomes (32/-); Edwin Zoetebier (3/-) - Abwehr: Alex (28/2); Michael Lamey (26/1); André Ooijer (24/-); Theo Lucius (21/-); Eric Addo (20/1); Michael Reiziger (13/-); Michael Ball (12/-) - Mittelfeld: Phillip Cocu (33/10); Timmy Simons (32/2); Ibrahim Afellay (23/2); Jason Culina (23/-); Ismaïl Aissati (18/2); Mika Väyrynen (11/2); Osmar Ferreyra (1/-); Lee Nguyen (1/-) - Sturm: Jefferson Farfán (31/21); Jan Vennegoor of Hesselink (32/11); DaMarcus Beasley (27/4); Arouna Koné (21/11); Robert (9/1); Roy Beerens (2/-); Gerald Sibon (2/-); Archie Thompson (2/-) - Trainer: Guus Hiddink |

* Wilfred Bouma (3/-) und Lee Young-pyo (3/-) hatten den Verein während der Saison verlassen.

## Torschützenliste

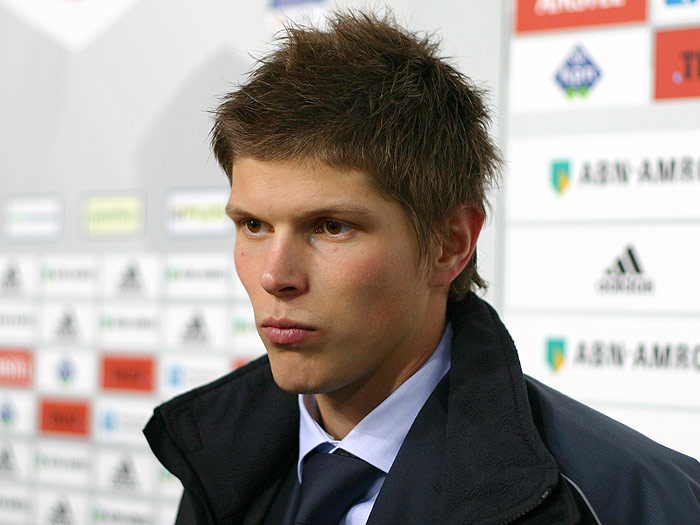
Klaas-Jan Huntelaar. Torschützenkönig der Saison 2005/06

Nur Tore in der regulären Saison werden berücksichtigt.
| Pl. | Name                       | Mannschaft                              | Tore |
| --- | -------------------------- | --------------------------------------- | ---- |
| 1.  | Klaas-Jan Huntelaar        | SC Heerenveen (17) Ajax Amsterdam (16)  | 33   |
| 2.  | Schota Arweladse           | AZ Alkmaar                              | 22   |
| 2.  | Dirk Kuyt                  | Feyenoord Rotterdam                     | 22   |
| 4.  | Jefferson Farfán           | PSV Eindhoven                           | 21   |
| 5.  | Salomon Kalou              | Feyenoord Rotterdam                     | 15   |
| 6.  | Arouna Koné                | Roda JC Kerkrade (2) PSV Eindhoven (11) | 13   |
| 7.  | Rick Hoogendorp            | RKC Waalwijk                            | 12   |
| 7.  | Blaise Nkufo               | FC Twente Enschede                      | 12   |
| 7.  | Markus Rosenberg           | Ajax Amsterdam                          | 12   |
| 10. | Jan Vennegoor of Hesselink | PSV Eindhoven                           | 11   |